# Incomplete pass
Incomplete pass, podanie niepełne – pojęcie w futbolu amerykańskim określające sytuację, w której piłka po przepisowym podaniu do przodu dotyka ziemi zanim złapie (i utrzyma) ją zawodnik którejkolwiek z drużyn.